# Joods atheïsme
Joods atheïsme verwijst naar het atheïsme van mensen die etnisch en (tot op zekere hoogte) cultureel Joods zijn. In tegenstelling tot wat vaak wordt gedacht, is de term 'Joods atheïsme' geen tegenstrijdigheid, omdat de Joodse identiteit niet alleen religieuze componenten omvat, maar ook etnische en culturele. De nadruk van de Joodse wet op afstamming via de moeder betekent dat zelfs religieus conservatieve orthodox-joodse autoriteiten een atheïst die uit een Joodse moeder is geboren, als volledig Joods zouden accepteren.
Joods atheïsme moet overigens niet worden verward met Joods secularisme. Bij het eerstgenoemde gaat het om het niet geloven in de aanwezigheid van God, bij het laatstgenoemde gaat het om de overtuiging dat religie geen invloed mag uitoefenen op de maatschappij. Hoewel er overlappingen zijn, zijn het geen synoniemen van elkaar.

## Achtergrond
Het Joods atheïsme, dat het bestaan van God expliciet afwijst, heeft een lange traditie binnen het jodendom. Joods zijn wordt vaak gezien als een kwestie van afkomst en cultuur, en in mindere mate van religie. Met andere woorden hoeft men niet in God te geloven om Joods te zijn, of om zich Joods te voelen. Geloof in God is dus geen noodzakelijke voorwaarde voor het hebben van een Joods leven. Binnen het moderne jodendom, van seculair humanistisch jodendom tot conservatief jodendom, is de aanwezigheid van atheïsten dan ook niet onopgemerkt gebleven.
De liberaal-joodse theologie maakt weinig metafysische claims en is op ontologisch niveau zelfs verenigbaar met het atheïsme. Veel Joodse atheïsten zouden echter ook dit niveau van geritualiseerde en symbolische identificatie verwerpen. In plaats daarvan omarmen zij liever het secularisme. Een Joods leven kan, buiten religie, immers ook op andere manieren worden ingevuld. Hierbij kan gedacht worden aan bijvoorbeeld het lezen van 'Joodse literatuur', zoals de werken van de niet-religieuze Joodse auteurs Amos Oz en Arnon Grunberg. Beiden zijn nooit 'fanatieke atheïsten' geweest, maar hebben zich daarentegen uitgebreid verdiept in wat het jodendom allemaal omvat om zo de eigen cultuur beter te begrijpen.
Hoewel sommige niet-gelovigen van Joodse afkomst zichzelf niet als Jood beschouwen en zichzelf liever uitsluitend als atheïst definiëren, zouden anderen juist beweren dat het jodendom aantoonbaar een cultuur en traditie is die zonder religieus geloof kan worden omarmd, ondanks de Abrahamitische opvattingen binnen de Joodse cultuur.
Golda Meïr, de vierde premier van Israël, identificeerde zich cultureel gezien sterk met het jodendom, maar was verder uitgesproken atheïst. Een van haar bekende uitspraken waarmee ze dit benoemde luidt: "Ik geloof in het Joodse volk, en het Joodse volk gelooft in God."